# Repparfjordelva
Die Repparfjordelva (nordsamisch: Riehpovuonjohka) ist ein Fluss in der Kommune Hammerfest im Fylke Finnmark in Nordnorwegen. Sie hat ihren Ursprung im Sennalandet und mündet in den Repparfjord bei Oldernes. Der Fluss ist 61,8 km lang und hat ein Einzugsgebiet von 1.092,48 km². Der mittlere Abfluss an der Mündung beträgt 30,64 m³/s.
Mit dem Programm Verneplan III for vassdrag ist der Fluss seit 1986 unter besonderem Schutz.